# PV Близнецов
PV Близнецов (лат. PV Geminorum, HD 42871) — тройная звезда в созвездии Близнецов на расстоянии приблизительно 735 световых лет (около 225 парсек) от Солнца. Возраст звезды определён как около 900 млн лет.

## Характеристики
Первый компонент — жёлто-белая пульсирующая переменная звезда типа Дельты Щита (DSCTC) спектрального класса F0, или F5-7. Видимая звёздная величина звезды — от +7,64m до +7,58m. Масса — около 1,5 солнечной, радиус — около 4,266 солнечных, светимость — около 31,6 солнечных. Эффективная температура — около 7041 К.
Второй компонент — коричневый карлик. Масса — около 57,17 юпитерианских. Удалён в среднем на 1,971 а.е..
Третий компонент (BD+23 1258) — жёлтый гигант спектрального класса G5. Видимая звёздная величина звезды — +8,1m. Радиус — около 106,3 солнечных, светимость — около 5906,843 солнечных. Эффективная температура — около 4908 К. Удалён на 116,2 угловых секунды.